# Ventalló
Ventalló is een dorp en gemeente in de Spaanse provincie Girona en in de autonome regio Catalonië. Ventalló heeft een oppervlakte van 26 km² met 802 inwoners (1 januari 2016). Ventalló behoort tot de comarca Alt Empordà.
De gemeente Ventalló grenst aan de buurgemeenten Garrigoles, L'Armentera, L'Escala, Sant Miquel de Fluvià, Sant Mori, Torroella de Fluvià en Vilopriu. Ook ligt de gemeente aan de rivier de Fluvià.

## Demografische ontwikkeling
Bron: INE, 1857-2011: volkstellingen
Opm.: In 1857 werden de gemeenten Montiro, Saldet, Valveralla en Vilarrobau aangehecht

## Galerij

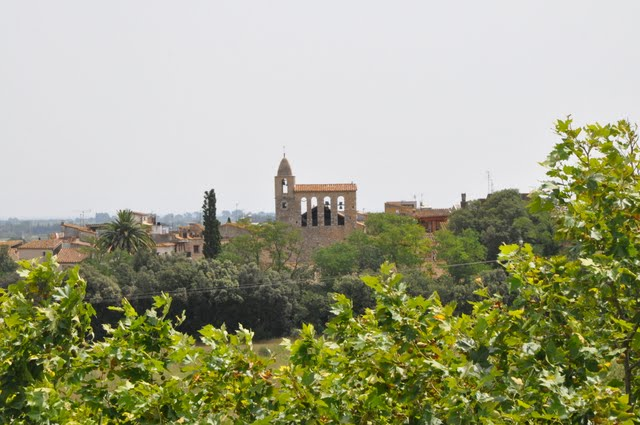
Uitzicht op het dorp Ventalló
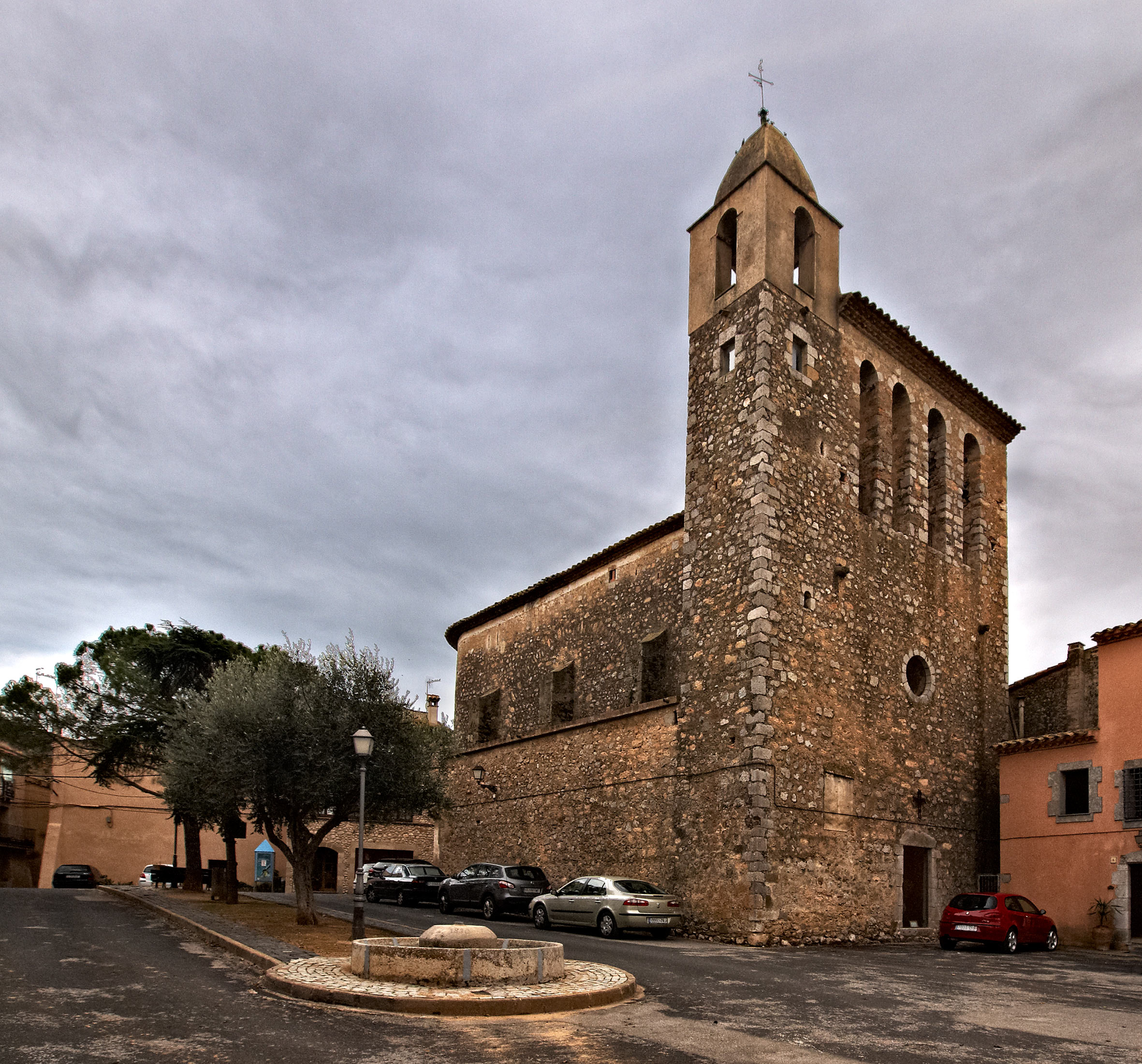
Kerk van Ventalló